# Schwarzerium semivelutinum
Schwarzerium semivelutinum là một loài bọ cánh cứng trong họ Cerambycidae.